# (4880) Tovstonogov
(4880) Tovstonogov est un astéroïde de la ceinture principale.

## Description
(4880) Tovstonogov est un astéroïde de la ceinture principale. Il fut découvert le 14 octobre 1975 à Nauchnyj par Lioudmila Tchernykh. Il présente une orbite caractérisée par un demi-grand axe de 2,67 UA, une excentricité de 0,03 et une inclinaison de 21,2° par rapport à l'écliptique.

## Compléments